# Oasi Bosco di Cornacchiaia
L'oasi del Bosco di Cornacchiaia, area naturale protetta a gestione autonoma delegata al WWF di Pisa, è situata all'estremità meridionale della Tenuta di Tombolo, all'interno del parco naturale di Migliarino, San Rossore, Massaciuccoli e si estende per circa 89 ettari che ricadono su terreni di proprietà del Comune di Pisa. L'area è all'interno del Sito di Importanza Comunitaria (SIC) IT5160002 denominato Selva Pisana.
Il bosco di Cornacchiaia rappresenta il settore di foresta del parco dove meno incisive sono state le alterazioni da parte dell'uomo e degli animali (ungulati), con sottobosco perfettamente conservato spesso impenetrabile; un tipico esempio di bosco planiziale sulla costa: pini, lecci, frassini, ontani immersi nell'acqua. Sono inoltre presenti numerosi canali d'acqua dolce e pozze circolari in cui è presente una vegetazione igrofila palustre legata alla presenza di acque superficiali stagnanti originatesi per affioramento della falda.

## Flora
Nel bosco si possono ammirare esemplari di Periploca graeca, rara liana presente in Italia in sole due stazioni: in Toscana nel parco naturale di Migliarino, San Rossore, Massaciuccoli e in Puglia. A differenza delle altre aree del parco di Migliarino, San Rossore e Massaciuccoli, nel bosco della Cornacchiaia il pino è raro, mentre prevale la lecceta: ciò è dovuto al fatto che in quest'area non è avvenuta la sostituzione del leccio col pino.

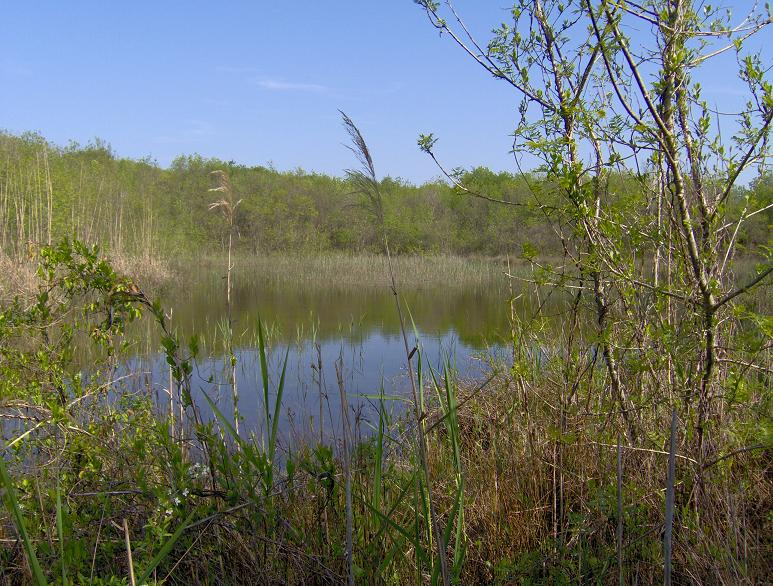
Superficie allagata nell'Oasi Bosco di Cornacchiaia

## Fauna
La fauna del bosco di Conacchiaia è la stessa di tutto il territorio del Parco. Essa comprende il cinghiale, la volpe, il tasso, lo scoiattolo, il ghiro, l’istrice, la tartaruga palustre, il picchio verde e il picchio rosso maggiore, la ghiandaia, il gruccione e numerosi uccelli canori, l’orbettino e il biacco nonché numerosi uccelli acquatici nelle zone umide confinanti col bosco.
Il bosco di Cornacchiaia vanta inoltre la presenza della martora (Martes martes), specie protetta e molto elusiva.

## Varie
Il bosco è adiacente al lungomare di Tirrenia, e incastrata tra l'autostrada, la base militare di Camp Darby e la spiaggia. Si raggiunge svoltando a sinistra sul Vione dei Porcari in località Calambrone fino ad arrivare a una sbarra da cui si accede all'interno dell'Oasi.
Abbigliamento/attrezzatura: si consigliano indumenti dai colori tenui, scarpe alte o stivali, maniche lunghe, oltre a binocolo e macchina fotografica per l'osservazione di animali e piante presenti.